# 松平正世
松平 正世（まつだいら まさよ）は、江戸時代前期の越前国福井藩家老。高知席松平主馬家初代当主。通称は靫負、庄兵衛、備前。

## 略歴
天正15年（1587年）長沢松平家の一族松平近清の子として誕生。長沢松平宗家を継いだ松平忠輝に兄・清直と共に仕えた。
元和2年（1616年）、忠輝の改易によって正世たち家臣は離散した。
後に兄は交代寄合として旗本に取り立てられた。正世は松代藩主だった松平忠昌に1500石で召抱えられた。元和4年（1618年）1500石を加増され庄兵衛と名乗る。元和6年（1620年）、越後高田にて1000石を加増。
忠昌が越前松平家の本家を相続し、福井藩主となると寛永2年（1625年）、正世は越前で2000石を加増され禄高6000石。家老となり名を備前と改める。
寛永5年（1628年）8月12日療養先の有馬温泉で死去。享年42。
子孫は、代々福井藩の家老を輩出する高知席の一家として続き、明治維新を迎えた。分家の子孫に男爵松平正直がいる。